# 王治昌

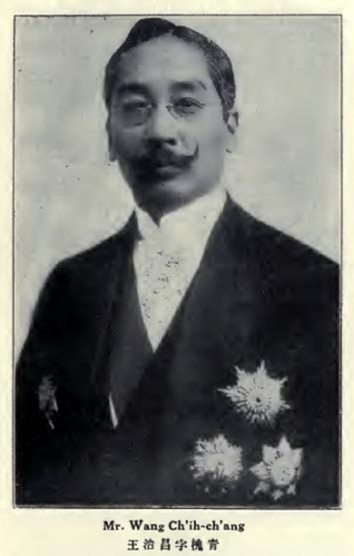

王治昌（1876年12月19日—1956年7月18日）， 字槐青，直隶省天津府天津县人，中华民国商学及法学家，政治人物。中央文史研究馆馆员。

## 生平
王治昌早年在天津北洋大学堂学习法律。在从北洋大学堂毕业之前，他留学日本早稻田大学攻读商业课程。后来他从早稻田大学毕业，并获得了商学士（B. C.）学位。归国后，他参加留学生考试，被清政府授予商科举人。后来他进入清政府农工商部。在中华民国成立前夕，他在天津商业学堂任教。
1912年，他任中华民国北京政府工商部主事。1913年12月，工商部和农林部合并为农商部，他任农商部佥事。不久，他被提升为参事，并任农商部商品陈列所所长。1918年12月，他被农商部委派考察欧洲和美国在一战后的工业情况。同时，他还被授予二等宝光嘉禾章。1919年巴黎和会召开时，他任中国代表团技术专家。1920年1月，他获得二等文虎章。1921年1月，他获得二等大绶宝光嘉禾章，并任农商部工商司司长。1921年8月，他任农商银行监理官。1921年9月，他任华盛顿会议中国代表团技术专家。参加完华盛顿会议后归国不久，他被任命为税则改良讨论会副会长。1922年11月，他获得二等大绶嘉禾章。1923年1月，他任关税会议筹备处委员。1923年2月，他任修正工商法规委员会副委员长。除了任农商部工商司司长以及农商银行监理官多年之外，他还多年任侨工事务局专门委员。他还曾被内阁认为是有资格可以派到某外国任特命全权公使（Envoy Extraordinary and Minister Plenipotentiary）者。他还是财政部一等金质奖章和农商部一等奖章的获得者。
1924年秋，李澄辞去商标局局长一职，王治昌接任商标局局长，任至同年冬去职，由李澄接替。1925年，他任善后会议经济专门委员会委员长。随后他辞职离开政界，在北京闲居。
1951年7月，他被聘为政务院文史研究馆（后更名为中央文史研究馆）馆员。1956年，王治昌病逝。
他逝世后，在中国大陆的儿女们把他葬于北京玉泉山下的万安公墓。

## 家庭
王治昌先后娶过三位夫人。由家庭包办婚姻所娶的第一位夫人在生下长子光德后不久去世。第二位赵姓夫人是日本华侨，生下次子光琦、三子光超，后去世。最后一位夫人董洁如，生三男五女。
王治昌共有十一個兒女，分別是：王光德 (早夭)、王光琦 (長子)、王光超、王光傑（後改名王士光）、王光復、王光英、王光美、王光中、王光正、王光和、王光平。其中最出名的是王光美和王光英。